# Палма Карлуш, Аделину да
Адели́ну Эрмите́риу да Па́лма Ка́рлуш (порт. Adelino Hermitério da Palma Carlos; 3 марта 1905, Фару, Королевство Португалия — 25 октября 1992, Лиссабон, Португалия) — португальский учёный, адвокат и политик, первый временный премьер-министр Португалии после «Революции гвоздик», в мае-июле 1974 года.

## Биография
Аделину Эрмитериу да Палма Карлуш родился 3 марта 1905 года в порту Фару на юге Португалии в семье школьных преподавателей Мануэла Калуша (порт.  Manuel Carlos, род.1875) и Ауты Ваз Велью да Палмы (порт. Auta Vaz Velho da Palma, род.1880) и был одним из пяти детей в семье. Он окончил Академическую школу в Лиссабоне, а затем обучался там же в лицее Пассуша Мануэла (порт.  Liceu Passos Manuel), где был избран президентом Академической ассоциации (студенческого союза). Аделину рос в условиях постоянной революционной республиканской агитации, развернувшейся в стране после убийства короля Карлуша в 1908 году и свержения монархии в 1910 году и это в будущем наложило отпечаток на его политические взгляды.

### Учёба, политика и масонство
В 1921 году, получив среднее образование, Аделину да Палма Карлуш поступил на юридический курс факультета права Лиссабонского университета. Там он был избран делегатом Академической федерации факультета и вступил в масонское общество, на многие десятилетия включившись в деятельность Ложи Восстания (порт. Loja Rebeldia). В 1923 году вместе с Жозе Родригишем Мигуейшем и Фернанду Майором Гарканом Палма Карлуш стал одним из основателей Лиги республиканской молодёжи (порт. Liga da Mocidade Republicana). В будущем Лига была распущена властями, и через много лет политические оппоненты Палмы Карлуша, называвшие его реакционером, указывали, что это был единственный в его биографии эпизод борьбы с диктатурой Антониу Салазара. Это утверждение нельзя было считать справедливым, так как Палма Карлуш находился в постоянном противостоянии со всеми режимами, установившимися в стране после переворота 1926 года. Впрочем, сам он утверждал, что всегда был прежде всего адвокатом, а не политиком.

### Адвокат для крупного бизнеса и политических заговорщиков
3 ноября 1926 года Палма Карлуш получил диплом с высоким результатом 18 баллов и открыл адвокатскую практику в Лиссабоне. Он стал участником различных политических процессов, проводимых над противниками военного режима и режима Нового государства. Впервые Палма Карлуш прославился как защитник генерала Адалберту Гастана ди Соуза Диаша и полковника Фернанду Фрейриа, участников революционного восстания 7 февраля 1927 года, а через двадцать лет он защищал участников заговора 10 апреля 1947 года на т. н. «апрельском процессе». Он также участвовал в процессе о завещании Галуста Гюльбенкяна и защищал журнал «Республика», обвинённый в злоупотреблении свободой прессы.
Специализируясь на процессуальном праве, Палма Калуш стал доцентом школы Родригиша Сампайю (порт. Escola Rodrigues Sampaio) и преподавал в ней. В 1930 году он стал ассистентом в Институте криминологии в Лиссабоне, а 27 июля 1934 года получил докторскую степень в области историко-юридических наук на факультете права Лиссабонского университета, защитив диссертацию под названием: «Новые аспекты уголовного права. Очерк организации Кодекса социальной защиты» (порт. Os Novos Aspectos do Direito Penal. Ensaio sobre a Organização de um Código de Defesa Social).
В 1935 году Палма Карлуш баллотировался на должность профессора факультета права, однако по политическим мотивам был лишён кафедры в университете, и уволен с должности ассистента в институте криминологии.
Не отказавшись от поддержки оппозиции, он в 1949 году он представлял в Верховном суде (порт. Supremo Tribunal de Justiça) кандидатуру опального генерала Нортона ди Матуша, выступившего на президентских выборах.

### Глава коллегии адвокатов Португалии
В 1951 году Палма Карлуш был вновь принят на факультет права Лиссабонского университета в качестве преподавателя процессуального гражданского права и внесудебной практики.
В 1951—1956 годах, не оставляя преподавательской работы, он возглавлял в качестве президента Португальскую ассоциацию адвокатов. Он стал первым адвокатом, занимавшим эту должность более трёх лет, и осуществил изменения и улучшения, действующие по сей день. Он вместе со своей женой всячески защищал право женщин заниматься адвокатской практикой. С 1954 по 1973 год Палма Карлуш так же был адвокатом Корпоративного совета.

### ВЛиссабонском университете
В 1957 году Аделину да Палма Карлуш выставил свою кандидатуру на факультете права в экстраординарные профессора, а в 1958 году так же заведующего кафедрой права, и выиграл оба конкурса. Он стал также директором библиотеки факультета и библиотекарем.
Преподавательскую и научную работу Палма Карлуш сочетал с адвокатской практикой и бизнесом. Престижный адвокат по делам крупного бизнеса, он был членом административного правления ряда фирм и с 1960 года президентом Лиссабонской электрической и газовой кампании.
С 1966 года Палма Карлуш был деканом факультета права Лиссабонского университета и в 1970 году был отправлен в отставку по достижении предельного возраста. Однако в 1972 году знания, опыт и авторитет Палмы Карлуша вновь был востребовал и он получил назначение председателем Комиссии по пересмотру Гражданского процессуального кодекса Португалии (порт. Comissão Revisora do Código de Processo Civil ).

### Премьер-министр революции и «контрреволюционер»
16 мая 1974 года, вскоре после Революции гвоздик, пришедший к власти Совет национального спасения назначил Аделину да Палма Карлуша премьер-министром Португалии. Немаловажную роль в этом назначении сыграло то, что Палма Карлуш, с одной стороны, не принадлежал ни к одной из политических партий, а с другой разделял политические позиции генерала Антониу ди Спинолы, как на пути развития страны, так и на колониальный вопрос. В тот же день было сформировано правительство, в которое вошли представители Португальской социалистической партии, Португальской коммунистической партии, Партии демократического действия, Народно-демократической партии, а также независимые специалисты. Задачами Временного правительства Палмы Карлуша были разработка и реализация новой экономической политики, новой социальной политики в целях повышения уровня жизни, подготовка и проведение выборов в Учредительное собрание не позднее 31 марта 1975 года, разработка закона о политических организациях, реформа судебной системы. Планировалось завершить переходный период в 12 месяцев, после чего Палма Карлуш должен был передать власть новому кабинету.
На церемонии присяги Аделину да Палма Карлуш заявил:
Ещё месяц назад все мы были эмигрантами, одни вне, другие внутри страны, которую мы так любим и чья трагическая судьба нас так печалила. У нас нет другой программы кроме той, что выработана ДВС. Правительство состоит из различных течений и идеологий, объединённых желанием служить делу демократии и свободы в Португалии. Для этого необходимо, прежде всего, сломать до конца фашистский государственный аппарат!
Однако политическая разнонаправленность вошедших в правительство сил серьёзно осложняла его работу. Если левые партии настаивали на национализациях и углублении революционного процесса, то лидер НДП, государственный министр Франсишку Са Карнейру заявлял, что он «вытянет Португалию из маразма» либеральной распродажей колоний и ресурсов на внешнем рынке. Опорой Палма Карлуша в кабинете стали министр внутренних дел Жоаким Магальяйнш Мота (НДП) и министр экономической координации банкир Вашку Вийера ди Алмейда.
Сам Палма Карлуш, как отмечал советский исследователь В. И. Суханов, «не признавал социализма и был сторонником быстрейшего движения Португалии по пути индустриально развитых капиталистических стран Европы».
Тем временем, в мае-июне 1974 года португальское общество стремительно смещалось влево. Страну охватили забастовки, в большом количестве возникали левые и левацкие политические партии и организации. Офицеры, осуществившие переворот 25 апреля выражали недовольство консервативной политикой Палмы Карлуша. В этих условиях премьер-министр счёл необходимым требовать ужесточения политического режима. 5 июля Аделину да Палма Карлуш без консультаций со всем составом правительства предложил Государственному совету предоставить ему на три месяца неограниченную власть, чтобы за этот срок провести президентские выборы, провести референдум по временной конституции и отложить выборы в Учредительное собрание до ноября 1976 года.
Проект Палмы Карлуша был расценен левыми партиями и Движением вооружённых сил, как план создания режима личной власти генерала Антониу ди Спинолы, его назвали «белым мятежом» спинолистов. Лидер коммунистов Алвару Куньял объявил эту идею попыткой организовать «избирательный фарс», чтобы провести Спинолу в президенты и устранить ДВС с политической арены.
9 июля 1974 года Палма Карлуш встретился с президентом ди Спинолой во дворце «Белем» и заявил ему, что невозможно управлять страной из-за глубокого раскола в кабинете по вопросам экономической политики и в оценке шагов в Африке. Выйдя из дворца, он заявил журналистам, что ни в коем случае нельзя считать неудачей создание коалиционного правительства: «Незаменимых людей нет. Я верю в непрерывность демократического процесса». На следующий день было объявлено об отставке I Временного правительства.
Кабинет Аделину да Палмы Карлуша просуществовал всего 56 дней. 19 июля 1974 года он сложил полномочия уступив место II Временному правительству подполковника Вашку Гонсалвиша.

### После отставки
Оставив кабинет премьер-министра, Палма Карлуш больше не возхвращался к активной политике и к государственным должностям. В 1975 году он ушёл на пенсию и иногда высказывался по поводу углубления в стране революционного процесса. Палма Карлуш предостерегал от разгула политических страстей и амбиций и цитировал высказывание Аристотеля о том, что человек совершенствует общество, в котором живёт, и является лучшим из живых существ, однако самое страшное наступает тогда, когда он начинает жить без справедливости и законов.
Аделину да Палма Карлуш стал первым ректором Свободного университета, президентом Португальской секции Ридерз Дайджест.
C 1977 по 1981 год он был великим магистром Великого Востока Лузитании, головной организации португальского масонства.
Он был национальным представителем генерала Рамалью Эаниша перед президентскими выборами 8 декабря 1980 года и возглавлял его предвыборный комитет.
В 1983 году Палма Карлуш вошёл в состав Комитета по празднованию 10-й годовщины Революции гвоздик.
В 1985 году Палма Карлуш вошёл в Консультативный совет Партии демократического обновления, созданной сторонниками Рамалью Эаниша. Он должен был выполнять функции председателя партии, однако эта идея не была воплощена в жизнь из-за внутрипартийной борьбы.
Аделину Эрмитериу да Палма Карлуш скончался 25 октября 1992 года в Лиссабоне. В последовавших откликах на его смерть отмечалось, что он всегда ставил юридические принципы выше личных амбиций, и что его отставка в 1974 году открыла путь для радикальных преобразований.

## Спортивная деятельность
С 1946 по 1957 года Аделину да Палма Карлуш возглавлял Генеральную ассамблею Спортклуба Португалии и руководил разработкой Устава 1947 года. Он сыграл ключевую роль в реализации многих крупных проектов, в том числе в приобретении резиденции Ассамблеи на ул. Rua do Passadiço и строительстве Стадиона Жозе Алваладе.

## Частная жизнь
Почти все члены семьи Палмы Карлуша активно участвовали в политической и общественной жизни страны. Его брат Жоау Палма Карлуш также стал адвокатом и постоянно выступал защитником на политических процессах пол делам арестованных полицией ПИДЕ, его другой брат и сестра сделали административные карьеры.
В 1928 году в Лиссабоне Палма Карлуш женился на Элине Жулии Чавиш Перейра Гимарайнш (порт.  Elina Júlia Chaves Pereira Guimarães , 1904—1991), феминистке и тоже юристу по образованию, дочери Виторину ди Карвалью Гимарайнша, премьер-министра Португалии в 1925 году.

## Награды
| Страна     | Дата             | Награда                                                | Награда                                                | Литеры |
| ---------- | ---------------- | ------------------------------------------------------ | ------------------------------------------------------ | ------ |
| Франция    | 13 мая 1958 —    | Кавалер ордена Почётного легиона                       | Кавалер ордена Почётного легиона                       |        |
| Мексика    | 4 октября 1961 — | Кавалер цепи со звездой ордена Правопорядка и культуры | Кавалер цепи со звездой ордена Правопорядка и культуры |        |
| Португалия | 14 апреля 1982 — | Гранд-офицер ордена Свободы                            | Гранд-офицер ордена Свободы                            | GOL    |
| Португалия | 5 апреля 1984 —  | Кавалер Большого креста ордена Христа                  | Кавалер Большого креста ордена Христа                  | GCC    |
| Португалия | 9 декабря 1991 — | Кавалер Большого креста ордена Инфанта дона Энрике     | Кавалер Большого креста ордена Инфанта дона Энрике     | GCIH   |

- Золотая медаль португальской ассоциации адвокатов (13 декабря 1991 года);
- Почётный адвокат (1986)[3];
- Спортивная премия Стромпа (1976);
- Специальная премия столетия за заслуги перед спортом (1992)[13].

## Публикации
- Natal, s.l.[Faro], s.d.[1923] [poesia]
- Brumas Doiradas, [S.l. : s.n.], 1922 (Lisboa — Tip. do Eco Musical). [poesia]
- Apontamentos de Direito Comercial, Centro Tip. Colonial, Lisboa, 1924.
- Código de Processo Civil anotado, Procural, Lisboa, 1940.
- Homens do Foro — a vida e a ficção, Lisboa, 1954 [sep. Revista da Ordem dos Advogados, nº 13]
- Manuel Borges Carneiro, Lisboa, 1956 [sep. Revista da Ordem dos Advogados, nº 13].
- José Dias Ferreira, Lisboa, 1958 [sep. Jornal do Foro].

Статьи Палма Карлуша также публиковались в изданиях «A Comédia» (Лиссабон, 1921—1924), «O Corvo» (Эвора, 1921—1976), «Correio Teatral» (Фару, 1923—1924), «De Portugal» (Лиссабон, 1924—1925), «Fórum» (Лиссабон, был директором этого юридического периодического издания с 1932 года).

## Память
В его честь был назван проспект в Фару, улицы в Лиссабоне, Алмаде и Матозиньюше.
В бывшем зале заседаний Коллегии адвокатов Португалии ныне размещена Библиотека им. президента Аделину Палма Карлуша, фонд которой состоит из юридических изданиях и книг по всемирной истории (7335 томов, соответствующие примерно 6000 монографий). Фонд был подарен библиотеке детьми Палмы Карлуша в 1994 году.